# Социальная дезадаптация
Социа́льная дезадапта́ция — это частичная или полная утрата человеком способности приспосабливаться к условиям социальной среды. Социальная дезадаптация означает нарушение взаимодействия индивидуума со средой, характеризующееся невозможностью осуществления им в конкретных микросоциальных условиях своей позитивной социальной роли, соответствующей его возможностям.

## Уровни дезадаптированности
Социальная дезадаптация имеет четыре уровня, отражающих глубину дезадаптированности человека:
1. Нижний уровень — скрытый, латентный уровень проявления признаков дезадаптации.
2. «Половинный» уровень — начинают проявляться дезадаптивные пертурбации. Некоторые отклонения становятся возвратными: то возникают, обнаруживают себя, то исчезают, чтобы вновь появиться.
3. Устойчиво входящий — отражает глубину, достаточную для разрушения прежних адаптивных связей и механизмов.
4. Закрепившаяся дезадаптация — имеет очевидные признаки результативности.

Социальная дезадаптация наблюдается у лиц с психическими расстройствами: при психозах, тяжёлых неврозах и расстройствах личности. Также социальную дезадаптацию может вызвать длительное пребывание в психиатрической больнице — явление, называемое госпитализмом.